# 1,1-Dichlor-1,2,2,2-tetrafluorethan
1,1-Dichlor-1,2,2,2-tetrafluorethan (R-114a) ist eine chemische Verbindung aus der Gruppe der Fluorchlorkohlenwasserstoffe (FCKW).
Es ist ein farbloses Gas mit leicht etherischem Geruch. Wie bei allen FCKWs können sich bei der Zersetzung an Luft (Feuer) ätzende Substanzen wie Salzsäure und Flusssäure bilden.